# العلاقات الأذربيجانية الصومالية
العلاقات الأذربيجانية الصومالية هي العلاقات الثنائية التي تجمع بين أذربيجان والصومال.

## مقارنة بين البلدين
هذه مقارنة عامة ومرجعية للدولتين:
| وجه المقارنة                                              | أذربيجان        | الصومال                        |
| --------------------------------------------------------- | --------------- | ------------------------------ |
| المساحة (كم2)                                             | 86.60 ألف       | 637.66 ألف                     |
| عدد السكان (نسمة)                                         | 10.00 مليون     | 14.74 مليون                    |
| الكثافة السكانية (ن./كم²)                                 | 115.47          | 23.12                          |
| العاصمة                                                   | باكو            | مقديشو                         |
| اللغة الرسمية                                             | اللغة الأذرية   | اللغة الصومالية، اللغة العربية |
| العملة                                                    | مانات أذربيجاني | شلن صومالي                     |
| الناتج المحلي الإجمالي (بليون دولار)                      | 40.75 مليار     | 7.37 مليار                     |
| الناتج المحلي الإجمالي (تعادل القوة الشرائية) بليون دولار | 171.56 مليار    |                                |
| الناتج المحلي الإجمالي الاسمي للفرد دولار أمريكي          | 5.50 ألف        | 549                            |
| الناتج المحلي الإجمالي للفرد دولار أمريكي                 | 17.52 ألف       |                                |
| مؤشر التنمية البشرية                                      | 0.751           |                                |
| رمز المكالمات الدولي                                      | +994            | +252                           |
| رمز الإنترنت                                              | .az             | .so                            |
| المنطقة الزمنية                                           | ت ع م+04:00     | ت ع م+03:00                    |

## منظمات دولية مشتركة
يشترك البلدان في عضوية مجموعة من المنظمات الدولية، منها:
| علم المنظمة | اسم المنظمة                               | تاريخ انضمام أذربيجان | تاريخ انضمام الصومال |
| ----------- | ----------------------------------------- | --------------------- | -------------------- |
|             | منظمة التعاون الإسلامي                    | 1991                  | ?                    |
|             | الاتحاد البريدي العالمي                   | ?                     | ?                    |
|             | يونسكو                                    | 3 يونيو 1992          | 15 نوفمبر 1960       |
|             | البنك الدولي للإنشاء والتعمير             | 18 سبتمبر 1992        | 31 أغسطس 1962        |
|             | الاتحاد الدولي للاتصالات                  | 10 أبريل 1992         | 28 سبتمبر 1962       |
|             | منظمة الشرطة الجنائية الدولية             | ?                     | ?                    |
|             | مؤسسة التمويل الدولية                     | 11 أكتوبر 1995        | 31 أغسطس 1962        |
|             | الأمم المتحدة                             | 2 مارس 1992           | 20 سبتمبر 1960       |
|             | مؤسسة التنمية الدولية                     | 31 مارس 1995          | 31 أغسطس 1962        |
|             | منظمة حظر الأسلحة الكيميائية              | ?                     | ?                    |
|             | المركز الدولي لتسوية المنازعات الاستشارية | 18 أكتوبر 1992        | 30 مارس 1968         |

## وصلات خارجية
- موقع وزارة الخارجية الأذربيجانية
- موقع وزارة الخارجية الصومالية